# Brigada Mecanizada (Exército Português)
Brigada Mecanizada ( BrigMec ) é uma grande unidade do Exército Português, constituindo uma das suas três brigadas. O seu comando, órgãos de base e unidades operacionais encontram-se aquartelados no Campo Militar de Santa Margarida, localizado na freguesia de Santa Margarida da Coutada, concelho de Constância. Tem como patrono, D. Nuno Álvares Pereira, o Santo Condestável.
Como grande unidade, a BriMec encontra-se inserida tanto na Componente Operacional (estrutura operacional) como na Componente Fixa (estrutura base) do Sistema de Forças do Exército, dependendo hierarquicamente do Comando das Forças Terrestres (CFT).
A BrigMec constitui a grande unidade de forças pesadas do Exército Português. Estas caracterizam-se por serem forças de armas combinadas, dotadas de meios mecanizados e blindados, vocacionadas para atuarem em situações de conflito de alta intensidade, onde os poderes de fogo, de choque e de proteção sejam determinantes.
No âmbito da Componente Fixa do Sistema de Forças, o Campo Militar de Santa Margarida (CMSM) é atualmente o único órgão de base na dependência hierárquica da BriMec. O CMSM constitui uma unidade de apoio, do tipo regimento, que assegura o apoio administrativo e logístico às unidades militares aquarteladas na sua área de responsabilidade, bem como o apoio à formação e ao treino operacional que decorra naquela área. Ao contrário do que acontece na generalidade do Exército Português, as unidades operacionais da BriMec não se encontram aquarteladas nem associadas a regimentos das respetivas armas e serviços, dispersos por várias localidades, mas encontram-se sim concentradas no CMSM.

## Missão
O Comando da Brigada Mecanizada apronta e sustenta as unidades orgânicas e outras colocadas na estrutura de Comando da Brigada e prepara-se para atuar em todo o espetro das operações militares, no âmbito nacional ou internacional, de acordo com a sua natureza. Assegura a administração e direção das unidades e órgãos colocados na sua direta dependência. Através do CMSM, assegura o apoio administrativo-logístico, o apoio à formação e ao treino operacional das unidades militares implantadas na área de SANTA MARGARIDA, dos ECOSF do Exército e de outros Ramos e executa a vigilância, proteção, ordenamento e exploração da fauna e flora. Quando determinado, intervém em resposta a emergências complexas e colabora em tarefas de apoio ao desenvolvimento e bem-estar das populações.

## Visão
A Brigada Mecanizada, com a sua relevante capacidade mecanizada e blindada, garante, em conjunto com as restantes GU da componente terrestre, a coerência e o equilíbrio do sistema de forças erações de resposta a crises. No cumprimento da sua missão, a BrigMec privilegia o treino de armas combinadas, cultiva a liderança pelo exemplo, a adaptabilidade, o conhecimento e a inovação, explora as facilidades disponíveis de comando e controlo e gere as suas infraestruturas, de caraterísticas ímpares, em proveito da Formação dos quadros e tropas do Exército e das Forças Armadas. No quotidiano, a BrigMec fomenta a disciplina e a coesão, promove o moral e bem-estar e, acima de tudo, pugna pela preservação da cultura, tradições e valores castrenses. No plano social, a BrigMec reafirma-se ao serviço da comunidade de que é parte indissociável, mantém-se aberta ao exterior, fortemente envolvida no esforço de sensibilização e formação dos jovens no quadro da cidadania, da Defesa Nacional e Forças Armadas e apostada no prosseguimento da sua ação em prol da promoção da imagem e da credibilização do Exército.

## História

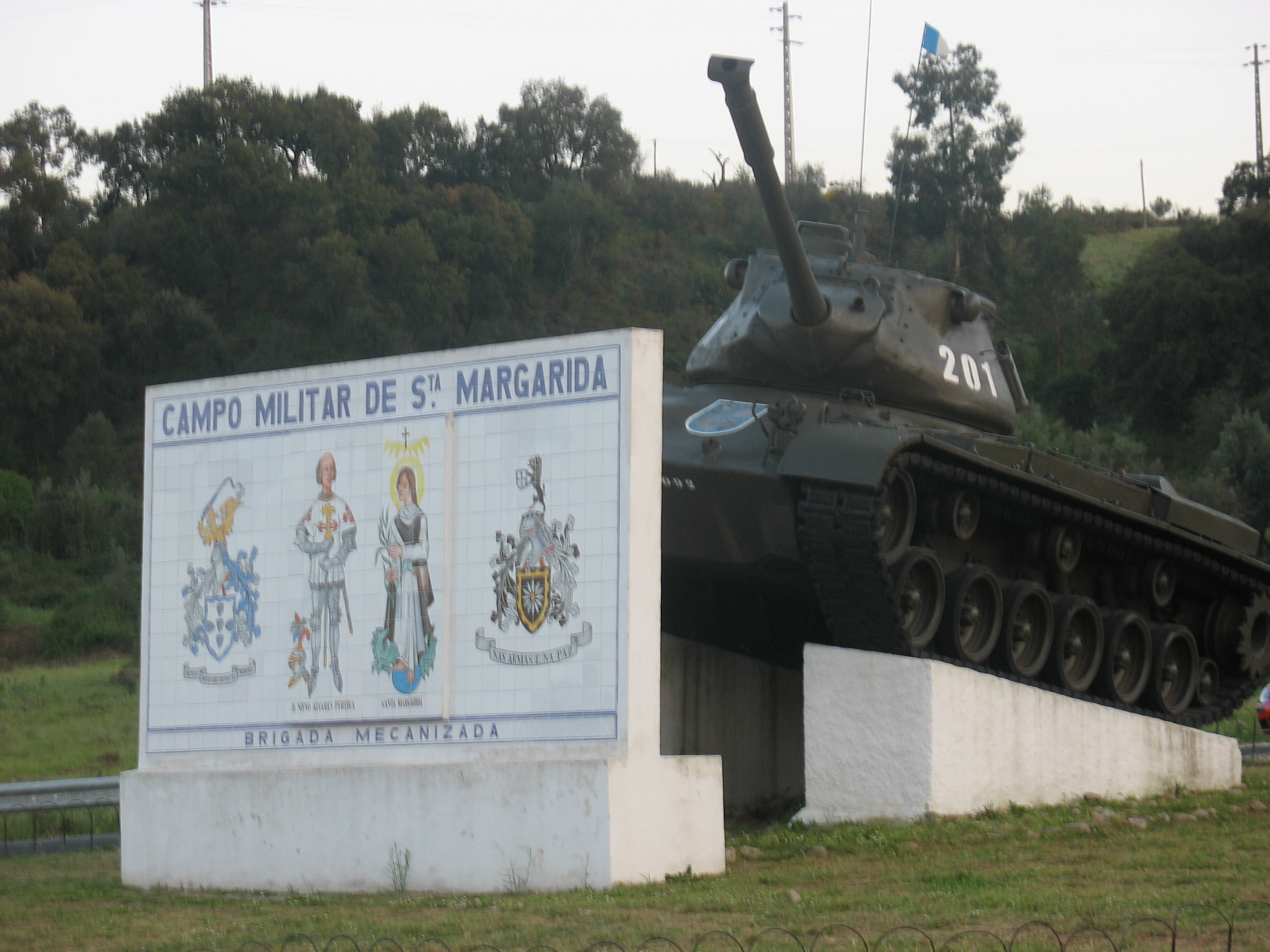
Monumento que se situa na estrada nacional, início da estrada militar e simboliza o Campo Militar Santa Margarida. Monumento com um painel de azulejos e um antigo carro de combate M47

A actual Brigada Mecanizada tem origem na Divisão Nun'Álvares criada em 1953 para responder aos compromissos assumidos por Portugal em relação à NATO. Essa divisão era a componente inicial do Corpo Expedicionário Português que tinha como missão participar na defesa do sul da França em caso de invasão da Europa Ocidental pelas forças do Pacto de Varsóvia. A divisão tinha o seu Quartel-General no Campo Militar de Santa Margarida local onde eram concentradas as suas unidades operacionais (normalmente aquarteladas em diversas unidades territoriais espalhadas pelo país) por ocasião de manobras. A divisão sofreu diversas reorganizações ao longo da sua história, até dar origem à Brigada Mecanizada:
1953 - Ativação da 1.ª Divisão do Corpo Expedicionário Português (Divisão Nun'Álvares) que, nesse ano, realiza grandes manobras militares em Santa Margarida;
1954 - Em virtude da maioria das unidades operacionais da divisão pertencerem à 2ª Região Militar, a grande unidade passa a ser designada 2ª Divisão (Divisão Nun'Álvares);
1955 - A unidade passa a designar-se 3ª Divisão (Divisão Nun'Álvares) por motivo da maior responsabilidade em termos de mobilização das suas unidades operacionais passar a ser da 3ª Região Militar;
1960 - A organização da divisão deixa de ser baseada em 3 agrupamentos táticos, com base em regimentos de infantaria e passa a basear-se em 3 brigadas de infantaria do tipo LANDCENT;
1961 - A 3.ª Divisão organiza as últimas manobras de grande dimensão. A partir deste ano, o esforço do Exército Português passa a incidir prioritariamente na Guerra do Ultramar, entrando a divisão em declínio;
1968-1976 - São realizados estudos com vista a actualizar a contribuição terrestre de Portugal para a NATO para uma força de características diferentes da 3ª Divisão. Os estudos apontam para a criação de duas brigadas independentes de infantaria, uma aeromóvel e outra mecanizada. Em quase todos as aspetos, a planeada Brigada de Infantaria Mecanizada Independente (Brg Mcz) apresentava já características muito semelhantes às da que viria a ser a futura BriMec, mas previa ainda inclusão de uma bateria de mísseis terra-terra (com capacidade nuclear) Honest John.
1976 - É ativada a 1ª Brigada Mista Independente (1ªBMI) que substitui a 3ª Divisão como principal contribuição terrestre de Portugal para a NATO. A 1ª BMI é uma unidade mista mecanizada e motorizada, organizada com base num Grupo de Carros de Combate, num Batalhão de Infantaria Mecanizada e em dois Batalhões de Infantaria Motorizada. No âmbito da NATO, a sua missão principal era a projeção para Itália actuando na defesa do flanco sul da Europa;
1993 - A brigada é totalmente mecanizada, sendo os batalhões motorizados substituídos por um segundo batalhão mecanizado, passando a denominar-se Brigada Mecanizada Independente (BMI). O Campo Militar de Santa Margarida passou a ser um comando territorial, ficando sob seu comando as unidades territoriais aquarteladas na sua área. O comandante da BMI era também o comandante do CMSM;
2001 - Membro-Honorário da Ordem Militar de São Bento de Avis a 16 de Maio.
2006 - A BMI passa a denominar-se simplesmente Brigada Mecanizada. No âmbito da nova Lei Orgânica do Exército então publicada, são extintos os comandos territoriais, assumindo as brigadas as funções que então competiam aos mesmos. Além de continuar a integrar a estrutura operacional do Exército, a BriMec passou assim a integrar também a sua estrutura fixa. O CMSM deixou de ser um comando territorial e passou a ser um órgão de base, na dependência hierárquica da BriMec.

## Organização
A Brigada Mecanizada tem uma organização dupla, uma no âmbito da estrutura operacional e outra no âmbito da estrutura de base do Exército.

### Estrutura operacional

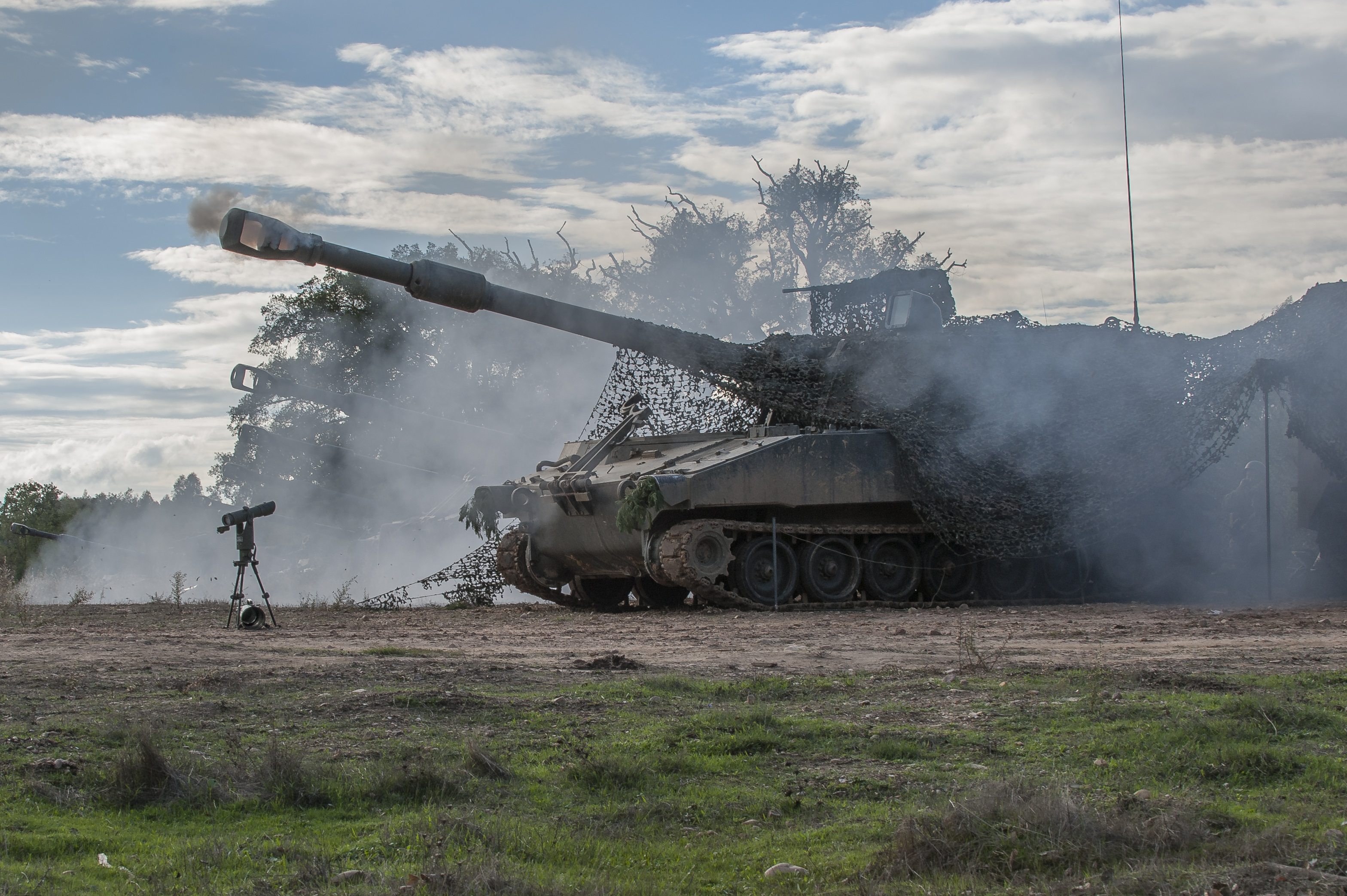
M109A5 do Grupo de Artilharia de Campanha da Brigada Mecanizada.

A Brigada Mecanizada, além do Comando e Estado-Maior, engloba os seguintes elementos da Componente Operacional do Sistema de Forças do Exército:
- Companhia de Comando e Serviços (CCS)
- Grupo de Carros de Combate (GCC) - anteriormente parte do extinto Regimento de Cavalaria n.º 4 (RC4);
- Batalhão de Infantaria Pesado (BIPes) - antigo BIMec (1976-1994), 1ºBIMec (1994-2016) e BIMecLag (2016-2023);
- Grupo de Artilharia de Campanha de 15,5 cm Autopropulsada (GAC 15.5Ap);
- Esquadrão de Reconhecimento (ERec) - anteriormente parte do extinto RC4
- Companhia de Engenharia Combate Pesada (CEngCombPes);
- Companhia de Transmissões (CTm);
- Bateria de Artilharia Antiaérea (BTrAAA);
- Batalhão de Apoio de Serviços (BApSvc);

### Estrutura base
Na dependência hierárquica da BriMec, existe o seguinte órgão da Componente Fixa do Sistema de Forças:
- Campo Militar de Santa Margarida (CMSM); 
  - Batalhão de Comando e Serviços (BCS);
  - Unidade de Apoio à Formação, Treino Operacional e Simulação (UAFTOS) - instalações do antigo 2ºBIMec;

## Localização
Endereço
Brigada Mecanizada

Santa Margarida

2250-350 Constância

Coordenadas
Latitude= 39.419353
longitude= -8.295021
Contacto
Telefone 249730600

## Equipamento

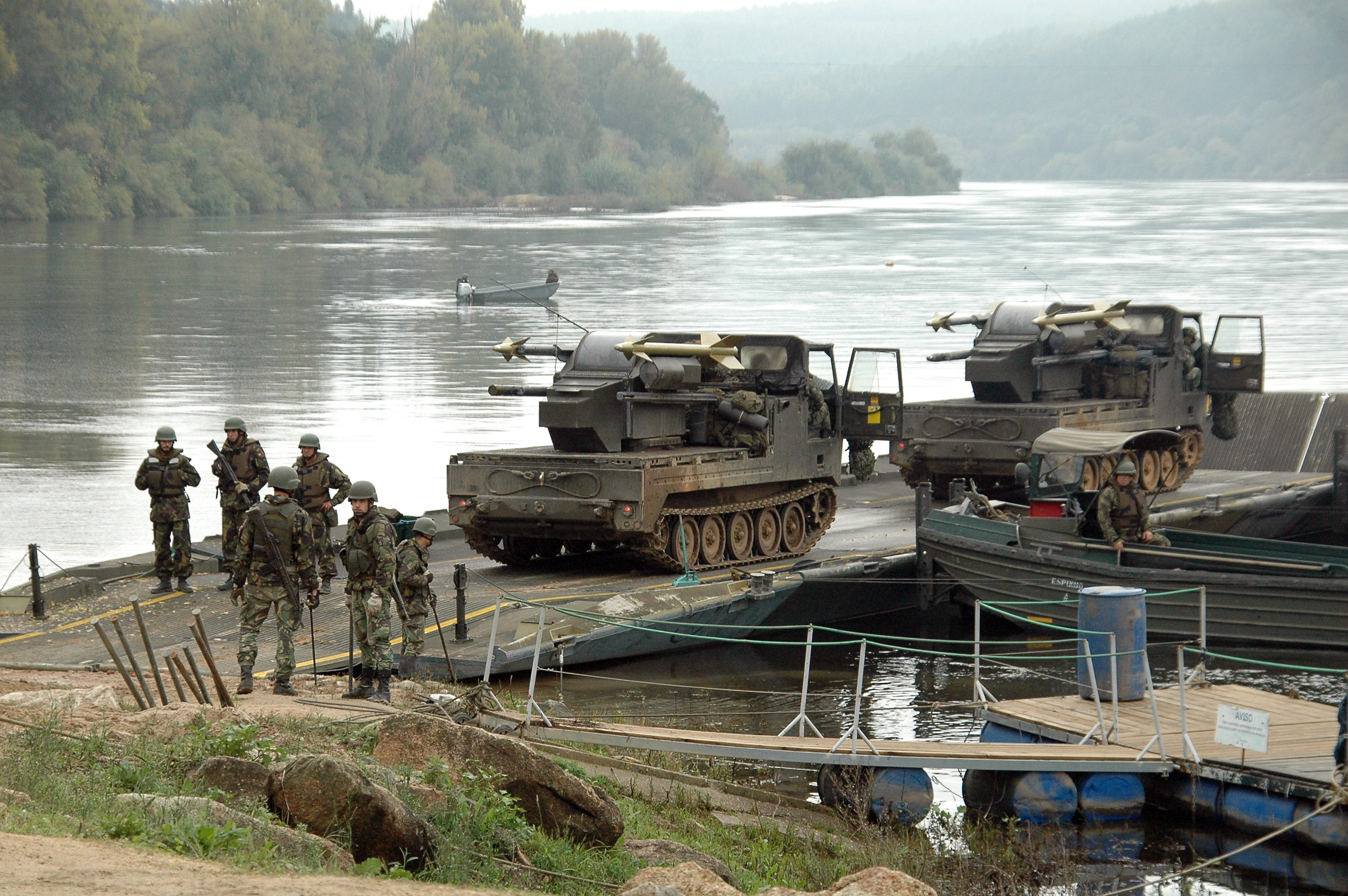
Bateria de Artilharia Antiaérea a preparar-se para uma projeção do sistema M48 Chaparral.

A BrigMec baseia-se em meios blindados pesados, sendo o seu equipamento principal o seguinte:
- Carros de Combate Leopard 2A6 (2x esquadrões de combate e 1 esquadrão de reconhecimento),
- Veículos blindados de transporte de pessoal M113A1/A2 m/76,
- Veículos Posto de Comando M577A2,
- Veículos Porta Morteiro M125 e M106,
- Veículo blindado porta míssil anticarro M901A1 ITV
- Obus autopropulsado de 155mm M109A5
- Sistema de lançamento de Míssil Antiaéreo autopropulsado M48 Chaparral,
- Blindados de recuperação M578 e M88A1G
- Carro Blindado Lança Pontes M60 AVLB

## Forças Nacionais Destacadas ( FND ) em que a Brigada Mecanizada participou
| Designação          | 1º BIMoto / SFOR 1997 | - Ficheiro:1BImec Sfor.png |
| Período             | Fev1997-Jul1997 | - Ficheiro:1BImec Sfor.png |
| Comandante          | TCor Inf Monteiro Mesquita | - Ficheiro:1BImec Sfor.png |
| Unidade             | 1ºBImec / BrigMec | - Ficheiro:1BImec Sfor.png |
| Teatro de Operações | Bósnia e Herzegovina (Rogatica, Ustipraca, Gorazde | - Ficheiro:1BImec Sfor.png |
| Operação            | Joint Guard - SFOR/NATO | - Ficheiro:1BImec Sfor.png |
| Efectivo            | 336 | - Ficheiro:1BImec Sfor.png |
| Missão              | O 1ºBIMoto, integrado numa unidade de escalão Brigada, conduz operações militares na Bósnia e Herzegovina, para estabilização dos acordos de paz firmados, à ordem prepara-se para ocupar posições fora do território da Bósnia e Herzegovina ou regresso ao Território Nacional. Principais Tarefas da Força Nacional Destacada: - Impedir o acesso de pessoal armado à Zona de Separação; - Patrulhamento da Área de Responsabilidade; - Garantir a liberdade de movimentos; - Monitorizar os movimentos das fações armadas. | - Ficheiro:1BImec Sfor.png |
| Fontes              | O Exército Português nos caminhos da PAZ 19892005, GabCEME, 2005; Arquivos da Brigada Mecanizada Independente. | - Ficheiro:1BImec Sfor.png |

| Designação          | 2º BIMoto/SFOR 1997/1998 |  |
| Período             | Período Jul1997-Jan1998 |  |
| Comandante          | Comandante TCor Inf Pina Monteiro |  |
| Unidade             | 2ºBIMec / BrigMecº |  |
| Teatro de Operações | Bósnia e Herzegovina (Rogatica, Ustipraca, Gorazde |  |
| Operação            | Joint Guard - SFOR/NATO |  |
| Efectivo            | 323 |  |
| Missão              | O 2ºBIMoto, integrado numa unidade de escalão Brigada, conduz operações militares na Bósnia e Herzegovina, para estabilização dos acordos de paz firmados, à ordem prepara-se para ocupar posições fora do território da Bósnia e Herzegovina ou regresso ao Território Nacional. |  |
| Fontes              | O Exército Português nos caminhos da PAZ 19892005, GabCEME, 2005; Arquivos da Brigada Mecanizada Independente. |  |

| Designação          | 3º BIMoto/SFOR 1999 | - Ficheiro:1BImec Sfor.png |
| Período             | Jan1999-Jul1999 | - Ficheiro:1BImec Sfor.png |
| Comandante          | TCor Inf Pires Nunes | - Ficheiro:1BImec Sfor.png |
| Unidade             | 1º BIMec / BrigMec | - Ficheiro:1BImec Sfor.png |
| Teatro de Operações | Bósnia e Herzegovina (Rogatica, Ustipraca, Gorazde | - Ficheiro:1BImec Sfor.png |
| Operação            | Joint Forge - SFOR/NATO | - Ficheiro:1BImec Sfor.png |
| Efectivo            | 326 | - Ficheiro:1BImec Sfor.png |
| Missão              | O 3ºBIMoto, integrado numa unidade de escalão Brigada, conduz operações militares na Bósnia e Herzegovina, para estabilização dos acordos de paz firmados, à ordem prepara-se para ocupar posições fora do território da Bósnia e Herzegovina ou regresso ao Território Nacional. | - Ficheiro:1BImec Sfor.png |
| Fontes              | O Exército Português nos caminhos da PAZ 19892005, GabCEME, 2005; Arquivos da Brigada Mecanizada Independente | - Ficheiro:1BImec Sfor.png |

| Designação          | 2ºBIMec/SFOR 2000/2001 |  |
| Período             | Jul2000-Jan2001 |  |
| Comandante          | TCor Inf Paulino Serronha |  |
| Unidade             | 2BIMec / BrigMecº |  |
| Teatro de operações | Bósnia e Herzegovina (Visoko) |  |
| Operação            | Joint Forge - SFOR/NATO |  |
| Efectivo            | 324 |  |
| Missão              | O 2º BIMec/SFOR constituí a Reserva Operacional (Ground) do Comandante da SFOR, e prepara -se para ser empenhada em todo ou parte, por meios terrestre e/ou aéreos em qualquer parte do Teatro de Operações. Principais Tarefas da Força Nacional Destacada: - Patrulhamento de Itinerários, Zona e Área; - Observação, Controlo e Segurança; - Operações de Demonstração de Força; - Guarda e Segurança a Pontos Sensíveis; - Montagem de Postos de Controlo; - Inspeções Locais |  |
| Fontes              | Revista Batalha dos Atoleiros (Ano II Nº4-OUT00) O Exército Português nos caminhos da PAZ 19892005, GabCEME, 2005 Arquivos da Brigada Mecanizada Independente |  |

| Designação          | Agr DELTA/KFOR 2000/2001 | - Ficheiro:DELTA KFOR.png |
| Período             | Ago2000-Abr2001 | - Ficheiro:DELTA KFOR.png |
| Comandante          | TCor Cav Athaíde Banazol | - Ficheiro:DELTA KFOR.png |
| Unidade             | Regimento Cavalaria Nº4 | - Ficheiro:DELTA KFOR.png |
| Teatro de operações | Kosovo | - Ficheiro:DELTA KFOR.png |
| Operação            | Joint Guardian - KFOR/NATO | - Ficheiro:DELTA KFOR.png |
| Efectivo            | 289 | - Ficheiro:DELTA KFOR.png |
| Missão              | Estabelecer uma presença permanente na região de Klina e ocupar o Setor Oeste do Kosovo integrada na Brigada Multinacional Oeste (MNB W).                                                         | - Ficheiro:DELTA KFOR.png |
| Fontes              | Testemunhos de catorze anos de FND Destacadas no Kosovo, Fronteira do Caos, 2018; O Exército Português nos caminhos da PAZ 1989-2005, GabCEME, 2005; Arquivos da Brigada Mecanizada Independente. | - Ficheiro:DELTA KFOR.png |

| Designação          | Agr ECHO/SFOR 2001 |  |
| Período             | Jan2001-Jul2001 |  |
| Comandante          | TCor Inf António Menezes |  |
| Unidade             | 1ºBIMec / BrigMec |  |
| Teatro de operações | Bósnia e Herzegovina (Visoko) |  |
| Operação            | Joint Forge - SFOR/NATO |  |
| Efectivo            | 316 |  |
| Missão              | Constituir a Reserva Operacional (Ground) do Comandante da SFOR, e prepara-se para ser empenhada em todo ou parte, por meios terrestre e/ou aéreos em qualquer parte do Teatro de Operações |  |
| Fontes              | O Exército Português nos caminhos da PAZ 1989-2005, GabCEME, 2005; Arquivos da Brigada Mecanizada Independente                                                                              |  |

| Designação          | Operação Amber Fox (FYROM) | - Ficheiro:Operação-Amber-Fox.png |
| Período             | Out2001-Jan2002 | - Ficheiro:Operação-Amber-Fox.png |
| Comandante          | Cap Art Luís Oliveira e Cap Art Daniel Valente | - Ficheiro:Operação-Amber-Fox.png |
| Unidade             | Grupo Artilharia de Campanha da BrigMec | - Ficheiro:Operação-Amber-Fox.png |
| Teatro de operações | Macedónia (FYROM - Former Yugoslav Republic of Macedonia) | - Ficheiro:Operação-Amber-Fox.png |
| Operação            | Amber Fox - NATO | - Ficheiro:Operação-Amber-Fox.png |
| Efectivo            | 6 | - Ficheiro:Operação-Amber-Fox.png |
| Missão              | A Operação Amber Fox (27Set01- 15Dez02) foi o seguimento da Operação Essential Harvest (27Ago-26Set01), tendo surgido face à necessidade de garantir proteção às equipas de observadores da ONU, EU e da OSCE que acompanhavam o processo de paz implementado na FYROM. O GAC / BrigMec iniciou esta missão no TO da FYROM, contribuindo com 02 Field Liasion Teams (FLT) para a Task Force Fox . | - Ficheiro:Operação-Amber-Fox.png |
| Fontes              | O Exército Português nos caminhos da PAZ 1989-2005, GabCEME, 2005; Arquivos da Brigada Mecanizada Independente. Período | - Ficheiro:Operação-Amber-Fox.png |

| Designação          | Operação Amber Fox (FYROM) | - Ficheiro:Operação-Amber-Fox.png |
| Período             | Jul2002-Dec2002 | - Ficheiro:Operação-Amber-Fox.png |
| Comandante          | Cap Art Grilo e Cap Cav Rainha | - Ficheiro:Operação-Amber-Fox.png |
| Unidade             | GAC e GCC | - Ficheiro:Operação-Amber-Fox.png |
| Teatro de operações | Macedónia (FYROM - Former Yugoslav Republic of Macedonia) | - Ficheiro:Operação-Amber-Fox.png |
| Operação            | Amber Fox - NATO | - Ficheiro:Operação-Amber-Fox.png |
| Efectivo            | 6 | - Ficheiro:Operação-Amber-Fox.png |
| Missão              | Continuação da Operação Amber Fox (27Set01-15Dec02), com estas 02 FLT a substituírem 02 da BrigRR. Continua a ser prioridade, a missão de garantir proteção às equipas de observadores da ONU, EU e da OSCE que acompanhavam o processo de paz implementado na FYROM. | - Ficheiro:Operação-Amber-Fox.png |
| Fontes              | O Exército Português nos caminhos da PAZ 1989-2005, GabCEME, 2005; Arquivos da Brigada Mecanizada Independente | - Ficheiro:Operação-Amber-Fox.png |

| Designação          | 2º BIMec/SFOR 2002 |  |
| Período             | Jan2002-Jul2002 |  |
| Comandante          | TCor Inf Morais Pereira |  |
| Unidade             | 2ºBIMec / BigMec |  |
| Teatro de operações | Bósnia e Herzegovina (Visoko) |  |
| Operação            | Joint Forge - SFOR/NATO |  |
| Efectivo            | 323 |  |
| Missão              | O 2º BIMec/SFOR constituí a Reserva Operacional (Ground) do Comandante da SFOR e prepara-se para ser empenhado em todo ou parte, por meios terrestre e/ou aéreos em qualquer parte do Teatro de Operações. |  |
| Fontes              | O Exército Português nos caminhos da PAZ 1989-2005, GabCEME, 2005. Arquivos da Brigada Mecanizada Independente.                                                                                            |  |

| Designação          | Operação Allied Harmony (FYROM) | - Ficheiro:Operação-Amber-Fox.png |
| Período             | Dec2002-Mar2003 | - Ficheiro:Operação-Amber-Fox.png |
| Comandante          | Cap Art Camilo Serrano e Cap Art Homero Abrunhosa | - Ficheiro:Operação-Amber-Fox.png |
| Unidade             | upo de Artilharia de Campanhar | - Ficheiro:Operação-Amber-Fox.png |
| Teatro de operações | Macedónia (FYROM - Former Yugoslav Republic of Macedonia) | - Ficheiro:Operação-Amber-Fox.png |
| Operação            | Allied Harmony - NATO | - Ficheiro:Operação-Amber-Fox.png |
| Efetivo             | 6 | - Ficheiro:Operação-Amber-Fox.png |
| Missão              | A Operação Allied Harmony (16Dec02- 31Mar03) é o seguimento da Operação Amber Fox. As 02 FLT passaram a 01 Light Liaison and Monitor Team (LLMT) integrada inicialmente no Regional HQ SKOPIA (RHQ S) e posteriormente no NATO HQ – SKOPIA (NHQ S). Tinha como Missão, conduzir operações de acompanhamento, aconselhamento e apoio logístico em coordenação com as autoridades da FYROM por forma a estabelecer um clima de estabilidade e confiança em todas as regiões do país | - Ficheiro:Operação-Amber-Fox.png |
| Fontes              | O Exército Português nos caminhos da PAZ 1989-2005, GabCEME, 2005; Arquivos da Brigada Mecanizada Independente | - Ficheiro:Operação-Amber-Fox.png |

| Designação          | Operação Concordia (FYROM | - Ficheiro:Operação-Amber-Fox.png |
| Período             | Mar2003-Jun2003 | - Ficheiro:Operação-Amber-Fox.png |
| Comandante          | Cap Art Camilo Serrano e Cap Art Homero Abrunhosa | - Ficheiro:Operação-Amber-Fox.png |
| Unidade             | Grupo de Artilharia de Campanha | - Ficheiro:Operação-Amber-Fox.png |
| Teatro de operações | Macedónia (FYROM - Former Yugoslav Republic of Macedonia) | - Ficheiro:Operação-Amber-Fox.png |
| Operação            | Concordia - EUFOR | - Ficheiro:Operação-Amber-Fox.png |
| Efetivo             | 6 | - Ficheiro:Operação-Amber-Fox.png |
| Missão              | A Operação Concordia (01Abr-15Dez03) marcou a transferência de responsabilidade da Operação Allied Harmony da NATO, para a EUFOR, nesta que foi a sua primeira operação militar, como Força da União Europeia (EU). Em concordância com o Acordo de Berlim Plus, os meios da NATO foram utilizados, para conduzir operações. As LLMT passaram a designar-se por Light Field Liaison Teams (LFLT), num total de 22 Equipas, com a Equipa PRT a passar a liderar o RHQ S, um dos 3 existentes, que respondia ao Force HQ em SKOPIA | - Ficheiro:Operação-Amber-Fox.png |
| Fontes              | O Exército Português nos caminhos da PAZ 1989-2005, GabCEME, 2005; Arquivos da Brigada Mecanizada Independente | - Ficheiro:Operação-Amber-Fox.png |

| Designação          | Operação Concordia (FYROM) | - Ficheiro:Operação-Amber-Fox.png |
| Período             | Jun2003-Dec2003 | - Ficheiro:Operação-Amber-Fox.png |
| Comandante          | Maj Art João Pereira e Ten Art Luís Roberto | - Ficheiro:Operação-Amber-Fox.png |
| Unidade             | Grupo de Artilharia de Campanha | - Ficheiro:Operação-Amber-Fox.png |
| Teatro de operações | Macedónia (FYROM - Former Yugoslav Republic of Macedonia) | - Ficheiro:Operação-Amber-Fox.png |
| Operação            | Concordia - EUFOR | - Ficheiro:Operação-Amber-Fox.png |
| Efetivo             | 04 militares (02/02/00) | - Ficheiro:Operação-Amber-Fox.png |
| Missão              | A Operação Concordia marcou a transferência de responsabilidade da Operação Allied Harmony da NATO, para a EU FOR. A LFLT PRT foi substituída por nova Equipa do GAC, agora apenas com 04 militares. Em 16Dez03, a EU estabeleceu uma missão de polícia, EUPOL PROXIMA, que substituiu a missão da EU FOR na FYROM, em consonância com os objetivos do Acordo Quadro de Ohrid de 2001 e em estreita parceria com as autoridades do país | - Ficheiro:Operação-Amber-Fox.png |
| Fontes              | O Exército Português nos caminhos da PAZ 1989-2005, GabCEME, 2005; Arquivos da Brigada Mecanizada Independente | - Ficheiro:Operação-Amber-Fox.png |

| Designação          | 1º BIMec/PKF/UNMISET 2003 | - Ficheiro:Cracha-1BIMec-Timor.png |
| Período             | Jan2003-Jul2003 | - Ficheiro:Cracha-1BIMec-Timor.png |
| Comandante          | TCor Inf Nunes Henriques | - Ficheiro:Cracha-1BIMec-Timor.png |
| Unidade             | 1ºBIMec | - Ficheiro:Cracha-1BIMec-Timor.png |
| Teatro de operações | Timor-Leste | - Ficheiro:Cracha-1BIMec-Timor.png |
| Operação            | UNMISET / ONU | - Ficheiro:Cracha-1BIMec-Timor.png |
| Efetivo             | 491 | - Ficheiro:Cracha-1BIMec-Timor.png |
| Missão              | Desenvolver Operações de Apoio à Paz no quadro da missão das Nações Unidas em Timor-Leste.                                                                                      | - Ficheiro:Cracha-1BIMec-Timor.png |
| Fontes              | Todos juntos pelo Futuro de Timor Nº 02/ UNMISET/ Agosto de 2003; O Exército Português nos caminhos da PAZ 19892005, GabCEME, 2005; Arquivos da Brigada Mecanizada Independente | - Ficheiro:Cracha-1BIMec-Timor.png |

| Designação          | Agr GOLF/ SFOR 2003/2004 | - Ficheiro:Agr-Golf-SFOR.png |
| Período             | Jul2003-Jan2004 | - Ficheiro:Agr-Golf-SFOR.png |
| Comandante          | TCor Cav Nunes da Fonseca | - Ficheiro:Agr-Golf-SFOR.png |
| Unidade             | upo de Carros de Combater | - Ficheiro:Agr-Golf-SFOR.png |
| Teatro de operações | Bósnia e Herzegovina (Doboj) | - Ficheiro:Agr-Golf-SFOR.png |
| Operação            | Joint Forge - SFOR/NATO | - Ficheiro:Agr-Golf-SFOR.png |
| Efetivo             | 275 | - Ficheiro:Agr-Golf-SFOR.png |
| Missão              | Assegurar o cumprimento da lei e das linhas gerais dos acordos de paz, manter uma presença militar na área de responsabilidade e apoiar a comunidade internacional no estabelecimento de um ambiente estável e seguro para a implementação da componente civil dos acordos de Dayton | - Ficheiro:Agr-Golf-SFOR.png |
| Fontes              | O Exército Português nos caminhos da PAZ 1989-2005, GabCEME, 2005. Arquivos da Brigada Mecanizada Independente | - Ficheiro:Agr-Golf-SFOR.png |

| Designação          | 2º BIMec/SFOR 2004/2005 | - Ficheiro:Cracha-2BIMec-KFOR.png |
| Período             | Jul2004-Jan2005 | - Ficheiro:Cracha-2BIMec-KFOR.png |
| Comandante          | TCor Inf Barros Duarte | - Ficheiro:Cracha-2BIMec-KFOR.png |
| Unidade             | 2ºBIMec / BrigMec | - Ficheiro:Cracha-2BIMec-KFOR.png |
| Teatro de Operações | Bósnia e Herzegovina (Doboj) | - Ficheiro:Cracha-2BIMec-KFOR.png |
| Operação            | Joint Endevor - SFOT/NATO; Althea - EUFOR/EU | - Ficheiro:Cracha-2BIMec-KFOR.png |
| Efetivo             | 275 | - Ficheiro:Cracha-2BIMec-KFOR.png |
| Missão              | O 2ºBIMec/SFOR foi a última FND da SFOR e a primeira da EUFOR. A transição significou a mudança para uma forma completamente diferente de operar. Deixou de haver sector ou área de responsabilidade, para passar a haver uma área prioritária de emprego, contudo, a missão manteve -se a mesma, prevenir a reabertura de hostilidades entre as comunidades sérvia e muçulmana | - Ficheiro:Cracha-2BIMec-KFOR.png |
| Fontes              | O Exército Português nos caminhos da PAZ 19892005, GabCEME, 2005; Arquivos da Brigada Mecanizada. | - Ficheiro:Cracha-2BIMec-KFOR.png |

| Designação          | NATO Training Mission/Iraque 2005 | - Ficheiro:Cracha-BrigMec-IRAQUE.png |
| Período             | Fev2005-Set2005 | - Ficheiro:Cracha-BrigMec-IRAQUE.png |
| Comandante          | TCor CAV Rui Ferreira | - Ficheiro:Cracha-BrigMec-IRAQUE.png |
| Unidade             | igada Mecanizadar | - Ficheiro:Cracha-BrigMec-IRAQUE.png |
| Teatro de operações | Iraque | - Ficheiro:Cracha-BrigMec-IRAQUE.png |
| Operação            | NATO Training Mission –Iraq | - Ficheiro:Cracha-BrigMec-IRAQUE.png |
| Efetivo             | 6 | - Ficheiro:Cracha-BrigMec-IRAQUE.png |
| Missão              | A NATO Training Mission in Iraq (NTM-I) teve como missão providenciar, em cooperação com o Governo de Transição do Iraque e com o Multi National Security Transitional Command for Iraq (MNSTC-I), treino de excelência, apoio em equipamento e apoio técnico às Iraqi Security Forces (ISF) no sentido de apoiar o desenvolvimento efetivo do Iraque, democraticamente dirigido a aumentar as suas condições de segurança | - Ficheiro:Cracha-BrigMec-IRAQUE.png |
| Fontes              | Arquivos da Brigada Mecanizada. | - Ficheiro:Cracha-BrigMec-IRAQUE.png |

| Designação          | Componente PRT/EUFOR 2006 | - Ficheiro:Duplo-Cracha-RC4-e-EUROFOR.png |
| Período             | Jan2006-Jul2006 | - Ficheiro:Duplo-Cracha-RC4-e-EUROFOR.png |
| Comandante          | TCor Cav Rui Ferreira | - Ficheiro:Duplo-Cracha-RC4-e-EUROFOR.png |
| Unidade             | Grupo de Caros de Combate | - Ficheiro:Duplo-Cracha-RC4-e-EUROFOR.png |
| Teatro de Operações | Bósnia e Herzegovina (Doboj) | - Ficheiro:Duplo-Cracha-RC4-e-EUROFOR.png |
| Operação            | EUFOR - Althea/EU | - Ficheiro:Duplo-Cracha-RC4-e-EUROFOR.png |
| Efetivo             | 206 | - Ficheiro:Duplo-Cracha-RC4-e-EUROFOR.png |
| Missão              | Conduzir operações na respetiva área de responsabilidade, integrado no Multi-National Maneuvre Battalion (ManBn) da Multi-National Task Force North (MNTF-N), a fim de contribuir para um ambiente seguro e estável na Bósnia e Herzegovina. | - Ficheiro:Duplo-Cracha-RC4-e-EUROFOR.png |
| Fontes              | Arquivos da Brigada Mecanizada. | - Ficheiro:Duplo-Cracha-RC4-e-EUROFOR.png |

| Designação          | 1ºBIMec/TACRES/KFOR 2006 | - Ficheiro:Duplo-Cracha-1BIMec-KFOR.png |
| Período             | Mar2006-Set2006 | - Ficheiro:Duplo-Cracha-1BIMec-KFOR.png |
| Comandante          | TCor Inf Mendes Ferrão | - Ficheiro:Duplo-Cracha-1BIMec-KFOR.png |
| Unidade             | 1ºBIMec / BrigMec | - Ficheiro:Duplo-Cracha-1BIMec-KFOR.png |
| Teatro de operações | Kosovo | - Ficheiro:Duplo-Cracha-1BIMec-KFOR.png |
| Operação            | Joint Guardian – KFOR/NATO | - Ficheiro:Duplo-Cracha-1BIMec-KFOR.png |
| Efetivo             | 323 | - Ficheiro:Duplo-Cracha-1BIMec-KFOR.png |
| Missão              | Operação de estabilização da paz no KOSOVO como Reserva Tática da KFOR, garantindo a coordenação do seu transporte de e para o TO, bem como a sua sustentação no decurso da operação. | - Ficheiro:Duplo-Cracha-1BIMec-KFOR.png |
| Fontes              | Diretiva n.º 205/CEME/05 (Aprontamento da FND/ TACRES/KFOR); Arquivos da Brigada Mecanizada                                                                                           | - Ficheiro:Duplo-Cracha-1BIMec-KFOR.png |

| Designação          | NATO Training Mission / Iraque 2006/07 | - Ficheiro:Cracha-BrigMec-IRAQUE.png |
| Período             | Ago2006-Fev2007 | - Ficheiro:Cracha-BrigMec-IRAQUE.png |
| Comandante          | TCor Cav Henrique Mateus | - Ficheiro:Cracha-BrigMec-IRAQUE.png |
| Unidade             | BrigMec | - Ficheiro:Cracha-BrigMec-IRAQUE.png |
| Teatro de operações | aqeer | - Ficheiro:Cracha-BrigMec-IRAQUE.png |
| Operação            | NATO Training Mission-Iraque | - Ficheiro:Cracha-BrigMec-IRAQUE.png |
| Efetivo             | 8 | - Ficheiro:Cracha-BrigMec-IRAQUE.png |
| Missão              | A NATO Training Mission in Iraq (NTM-I) teve como missão providenciar, em cooperação com o Governo de Transição do Iraque e com o Multi National Security Transitional Command for Iraq (MNSTC-I), treino de excelência, apoio em equipamento e apoio técnico às Iraqi Security Forces (ISF) no sentido de apoiar o desenvolvimento efetivo do Iraque, democraticamente dirigido a aumentar as suas condições de segurança. | - Ficheiro:Cracha-BrigMec-IRAQUE.png |
| Fontes              | Arquivos da Brigada Mecanizada | - Ficheiro:Cracha-BrigMec-IRAQUE.png |

| Designação          | UnEng 1 / UNIFIL 2006/2007 | - Ficheiro:Duplo-Cracha-CEng-ONU.png |
| Período             | Out2006-Abr2007 | - Ficheiro:Duplo-Cracha-CEng-ONU.png |
| Comandante          | TCor Eng Firme Gaspar | - Ficheiro:Duplo-Cracha-CEng-ONU.png |
| Unidade             | Companhia de Engenharia da BrigMec | - Ficheiro:Duplo-Cracha-CEng-ONU.png |
| Teatro de operações | Libano | - Ficheiro:Duplo-Cracha-CEng-ONU.png |
| Operação            | UNIFIL / ONU | - Ficheiro:Duplo-Cracha-CEng-ONU.png |
| Efetivo             | 141 | - Ficheiro:Duplo-Cracha-CEng-ONU.png |
| Missão              | A UnEng1/FND/UNIFIL executa trabalhos de construções horizontais e verticais em apoio às unidades da UNIFIL em toda a área de Operações, preparase para contribuir para garantir a liberdade de movimentos em toda a área de Operações e apoiar as Forças Armadas Libanesas e Agências civis em atividades de ajuda humanitária dentro das suas capacidades, de acordo com as orientações do Comando da Força | - Ficheiro:Duplo-Cracha-CEng-ONU.png |
| Fontes              | Arquivos da Brigada Mecanizada | - Ficheiro:Duplo-Cracha-CEng-ONU.png |

| Designação          | 2º BIMec/TACRES/KFOR 2007 | - Ficheiro:Cracha-2BIMec-KFOR.png |
| Período             | Mar2007-Set2007 | - Ficheiro:Cracha-2BIMec-KFOR.png |
| Comandante          | TCor Inf Maia Pereira | - Ficheiro:Cracha-2BIMec-KFOR.png |
| Unidade             | 2ºBIMec | - Ficheiro:Cracha-2BIMec-KFOR.png |
| Teatro de operações | Kosovo | - Ficheiro:Cracha-2BIMec-KFOR.png |
| Operação            | Joint Guardian – KFOR / NATO | - Ficheiro:Cracha-2BIMec-KFOR.png |
| Efetivo             | 290 | - Ficheiro:Cracha-2BIMec-KFOR.png |
| Missão              | O 2º BIMec/KFOR integra a Reserva Tática do Comandante da KFOR (TACRES) e conduz operações em todo o território do KOSOVO para contribuir para um ambiente seguro e estável. À ordem prepara -se para ser empregue na Bósnia e Herzegovina. | - Ficheiro:Cracha-2BIMec-KFOR.png |
| Fontes              | Arquivos da Brigada Mecanizada. | - Ficheiro:Cracha-2BIMec-KFOR.png |

| Designação          | UnEng 5/UNIFIL 2008/2009 | - Ficheiro:Duplo-Cracha-UNEng5-UNIFIL.png |
| Período             | Dez2008-Jun09 | - Ficheiro:Duplo-Cracha-UNEng5-UNIFIL.png |
| Comandante          | TCor Eng Soares Pereira | - Ficheiro:Duplo-Cracha-UNEng5-UNIFIL.png |
| Unidade             | Companhia de Engenharia da BrigMec | - Ficheiro:Duplo-Cracha-UNEng5-UNIFIL.png |
| Teatro de operações | Libano | - Ficheiro:Duplo-Cracha-UNEng5-UNIFIL.png |
| Operação            | UNIFIL / ONU | - Ficheiro:Duplo-Cracha-UNEng5-UNIFIL.png |
| Efetivo             | 141 | - Ficheiro:Duplo-Cracha-UNEng5-UNIFIL.png |
| Missão              | A UnEng5/FND/UNIFIL executa trabalhos de construções horizontais e verticais em apoio às unidades da UNIFIL em toda a área de Operações, de Dezembro de 2008 a Junho de 2009, prepara-se para contribuir para garantir a liberdade de movimentos em toda a área de Operações e apoiar as Forças Armadas Libanesas e Agências civis em atividades de ajuda humanitária dentro das suas capacidades, de acordo com as orientações do Comando da Força | - Ficheiro:Duplo-Cracha-UNEng5-UNIFIL.png |
| Fontes              | Arquivos da Brigada Mecanizada | - Ficheiro:Duplo-Cracha-UNEng5-UNIFIL.png |

| Designação          | 1ºBIMec/KTM/KFOR 2009/2010 | - Ficheiro:Duplo-Cracha-1BIMec-KFOR.png |
| Período             | Set2009-Mar2010 | - Ficheiro:Duplo-Cracha-1BIMec-KFOR.png |
| Comandante          | TCor Inf Lino Gonçalves | - Ficheiro:Duplo-Cracha-1BIMec-KFOR.png |
| Unidade             | 1ºBIMec / BrigMec | - Ficheiro:Duplo-Cracha-1BIMec-KFOR.png |
| Teatro de operações | sovoo | - Ficheiro:Duplo-Cracha-1BIMec-KFOR.png |
| Operação            | Joint Guardian – KFOR/NATO | - Ficheiro:Duplo-Cracha-1BIMec-KFOR.png |
| Efetivo             | 09 | - Ficheiro:Duplo-Cracha-1BIMec-KFOR.png |
| Missão              | Integrar a Reserva Tática da KFOR (KFOR TACRES), a fim de contribuir para a estabilidade regional na Joint Operation Area (JOA) no âmbito do mandato do North Atlantic Council (NAC). | - Ficheiro:Duplo-Cracha-1BIMec-KFOR.png |
| Fontes              | Testemunhos de catorze anos de FND Destacadas no Kosovo, Fronteira do Caos, 2018; Arquivos da Brigada Mecanizada                                                                      | - Ficheiro:Duplo-Cracha-1BIMec-KFOR.png |

| Designação          | UnEng 8/UNIFIL 2010 | - Ficheiro:Duplo-Cracha-UNEng8-UNIFIL.png |
| Período             | Jun2010-Dez2010 | - Ficheiro:Duplo-Cracha-UNEng8-UNIFIL.png |
| Comandante          | TCor Eng Monteiro Fernandes | - Ficheiro:Duplo-Cracha-UNEng8-UNIFIL.png |
| Unidade             | mpanhia de Engenharia da BrigMeco | - Ficheiro:Duplo-Cracha-UNEng8-UNIFIL.png |
| Teatro de operações | banoi | - Ficheiro:Duplo-Cracha-UNEng8-UNIFIL.png |
| Operação            | UNIFIL / ONU | - Ficheiro:Duplo-Cracha-UNEng8-UNIFIL.png |
| Efetivo             | 141 | - Ficheiro:Duplo-Cracha-UNEng8-UNIFIL.png |
| Missão              | Melhoria das suas instalações; conduzir tarefas de construção horizontal e vertical em apoio das unidades da UNIFIL em toda a Área de Operações (AOR); estar preparada para apoiar a Liberdade de Movimentos em toda a AOR; apoiar as Forças Armadas do Líbano e população civil e apoiar atividades humanitárias, sempre de acordo com as suas capacidades e conforme as diretivas do Comandante da UNIFIL | - Ficheiro:Duplo-Cracha-UNEng8-UNIFIL.png |
| Fontes              | Arquivos da Brigada Mecanizada | - Ficheiro:Duplo-Cracha-UNEng8-UNIFIL.png |

| Designação          | 2º BIMec/TACRES/KFOR 2011 | - Ficheiro:Cracha-2BIMec-KFOR.png |
| Período             | Mar2011-Set2011 | - Ficheiro:Cracha-2BIMec-KFOR.png |
| Comandante          | TCor Inf Amaral Lopes | - Ficheiro:Cracha-2BIMec-KFOR.png |
| Unidade             | 2ºBIMec da BrigMec | - Ficheiro:Cracha-2BIMec-KFOR.png |
| Teatro de operações | Kosovo | - Ficheiro:Cracha-2BIMec-KFOR.png |
| Operação            | Joint Guardian – KFOR / NATO | - Ficheiro:Cracha-2BIMec-KFOR.png |
| Efetivo             | 157 | - Ficheiro:Cracha-2BIMec-KFOR.png |
| Missão              | O 2º BIMec / KFOR integra a Reserva Tática do Comandante da KFOR (TACRES) e conduz operações em todo o território do KOSOVO para contribuir para um ambiente seguro e estável. À ordem prepara-se para ser empregue na Bósnia e Herzegovina | - Ficheiro:Cracha-2BIMec-KFOR.png |
| Fontes              | Testemunhos de catorze anos de FND Destacadas no Kosovo, Fronteira do Caos, 2018; Arquivos da Brigada Mecanizada | - Ficheiro:Cracha-2BIMec-KFOR.png |

| Designação          | 3CN/ISAF 2011/2012 | - Ficheiro:Duplo-Cracha-OMLT-ISAF.png |
| Período             | Out2011-Abr2012 | - Ficheiro:Duplo-Cracha-OMLT-ISAF.png |
| Comandante          | Cor PQ Assoeira Almendra | - Ficheiro:Duplo-Cracha-OMLT-ISAF.png |
| Unidade             | Quartel da Cavalaria da BrigMec | - Ficheiro:Duplo-Cracha-OMLT-ISAF.png |
| Teatro de operações | Afeganistão (Kaia, Wardac e Camp Warehouse) | - Ficheiro:Duplo-Cracha-OMLT-ISAF.png |
| Operação            | NATO/ISAF | - Ficheiro:Duplo-Cracha-OMLT-ISAF.png |
| Efetivo             | 192 | - Ficheiro:Duplo-Cracha-OMLT-ISAF.png |
| Missão              | Formar, treinar e assessorar as unidades das Afghan National Security Forces, com vista ao seu emprego operacional; Ministrar instrução básica e complementar, formar formadores e assessorar as ações de formação nos Centros de Formação; Garantir a gestão e controlo dos materiais, equipamentos e munições à sua disposição no Teatro de Operações; Garantir a sustentação e proteção da própria força; Apoiar outros militares nacionais em missão no TO. | - Ficheiro:Duplo-Cracha-OMLT-ISAF.png |
| Fontes              | Portugal, 12 amos de participação na ISAF, Livro do 8ºContingente Nacional, 2014; http://www.operacional.pt/portugal-no-afeganistao Arquivos da Brigada Mecanizada | - Ficheiro:Duplo-Cracha-OMLT-ISAF.png |

| Designação          | 4CN/ISAF 2012 | - Ficheiro:Duplo-Cracha-OMLT-ISAF.png |
| Período             | Abr2012-Out2012 | - Ficheiro:Duplo-Cracha-OMLT-ISAF.png |
| Comandante          | Cor Inf António Leitão | - Ficheiro:Duplo-Cracha-OMLT-ISAF.png |
| Unidade             | Quartel da Cavalaria da BrigMec | - Ficheiro:Duplo-Cracha-OMLT-ISAF.png |
| Teatro de operações | Afeganistão (Kaia, Wardac e Camp Warehouse) | - Ficheiro:Duplo-Cracha-OMLT-ISAF.png |
| Operação            | NATO/ISAF | - Ficheiro:Duplo-Cracha-OMLT-ISAF.png |
| Efetivo             | 192 | - Ficheiro:Duplo-Cracha-OMLT-ISAF.png |
| Missão              | Formar, treinar e assessorar as unidades das Afghan National Security Forces, com vista ao seu emprego operacional; Ministrar instrução básica e complementar, formar formadores e assessorar as ações de formação nos Centros de Formação; Garantir a gestão e controlo dos materiais, equipamentos e munições à sua disposição no Teatro de Operações; Garantir a sustentação e proteção da própria força; Apoiar outros militares nacionais em missão no TO | - Ficheiro:Duplo-Cracha-OMLT-ISAF.png |
| Fontes              | Revista do 4CN/ISAF Portugal, 12 amos de participação na ISAF, Livro do 8ºContingente Nacional, 2014; http://www.operacional.pt/portugal-no-Afeganistão Arquivos da Brigada Mecanizada. | - Ficheiro:Duplo-Cracha-OMLT-ISAF.png |

| Designação          | UnEng 11/UNIFIL 2012 | - Ficheiro:Duplo-Cracha-UNEng11-UNIFIL.png |
| Período             | Jan2012-Jul2012 | - Ficheiro:Duplo-Cracha-UNEng11-UNIFIL.png |
| Comandante          | TCor Eng Martins Costa | - Ficheiro:Duplo-Cracha-UNEng11-UNIFIL.png |
| Unidade             | mpanhia de Engenharia da BrigMeco | - Ficheiro:Duplo-Cracha-UNEng11-UNIFIL.png |
| Teatro de operações | Líbano | - Ficheiro:Duplo-Cracha-UNEng11-UNIFIL.png |
| Organização         | ONU (UNFIL) | - Ficheiro:Duplo-Cracha-UNEng11-UNIFIL.png |
| Efetivo             | 131 | - Ficheiro:Duplo-Cracha-UNEng11-UNIFIL.png |
| Missão              | A melhoria das suas instalações; conduzir tarefas de construção horizontal e vertical em apoio das unidades da UNIFIL em toda a Área de Operações (AOR); estar preparada para apoiar a Liberdade de Movimentos em toda a AOR; apoiar as Forças Armadas do Líbano e população civil e as atividades humanitárias, sempre de acordo com as suas capacidades e conforme as diretivas do Comandante da UNIFIL | - Ficheiro:Duplo-Cracha-UNEng11-UNIFIL.png |
| Fontes              | Arquivos da Brigada Mecanizada | - Ficheiro:Duplo-Cracha-UNEng11-UNIFIL.png |

| Designação          | Agr INDIA/ KFOR 2012/2013 | - Ficheiro:Duplo-Cracha-AGR-INDIA-KFOR.png |
| Período             | Set2012-Mar2013 | - Ficheiro:Duplo-Cracha-AGR-INDIA-KFOR.png |
| Comandante          | TCor Cav José Talambas | - Ficheiro:Duplo-Cracha-AGR-INDIA-KFOR.png |
| Unidade             | upo de Carros de Combater | - Ficheiro:Duplo-Cracha-AGR-INDIA-KFOR.png |
| Teatro de operações | Kosovo | - Ficheiro:Duplo-Cracha-AGR-INDIA-KFOR.png |
| Operação            | Joint Guardian – KFOR/NATO | - Ficheiro:Duplo-Cracha-AGR-INDIA-KFOR.png |
| Efetivo             | 164 | - Ficheiro:Duplo-Cracha-AGR-INDIA-KFOR.png |
| Missão              | Integrar a Reserva Tática da KFOR (KFOR TACRES), a fim de contribuir para a estabilidade regional na Joint Operation Area (JOA) no âmbito do mandato do North Atlantic Council (NAC). | - Ficheiro:Duplo-Cracha-AGR-INDIA-KFOR.png |
| Fontes              | Arquivos da Brigada Mecanizada | - Ficheiro:Duplo-Cracha-AGR-INDIA-KFOR.png |

| Designação          | 7CN/ISAF 2013/2014 | - Ficheiro:Duplo-Cracha-OMLT-ISAF.png |
| Período             | Nov2013-Mai2014 | - Ficheiro:Duplo-Cracha-OMLT-ISAF.png |
| Comandante          | Cor Cav Meireles dos Santos | - Ficheiro:Duplo-Cracha-OMLT-ISAF.png |
| Unidade             | Quartel da Cavalaria da BrigMec | - Ficheiro:Duplo-Cracha-OMLT-ISAF.png |
| Teatro de operações | Afeganistão (Kaia, Wardac e Camp Warehouse) | - Ficheiro:Duplo-Cracha-OMLT-ISAF.png |
| Operação            | NATO / ISAF | - Ficheiro:Duplo-Cracha-OMLT-ISAF.png |
| Efetivo             | 197 | - Ficheiro:Duplo-Cracha-OMLT-ISAF.png |
| Missão              | Formar, treinar e assessorar as unidades das Afghan National Security Forces, com vista ao seu emprego operacional; Ministrar instrução básica e complementar, formar formadores e assessorar as ações de formação nos Centros de Formação; Garantir a gestão e controlo dos materiais, equipamentos e munições à sua disposição no Teatro de Operações; Garantir a sustentação e proteção da própria força; Apoiar outros militares nacionais em missão no TO | - Ficheiro:Duplo-Cracha-OMLT-ISAF.png |
| Fontes              | Portugal, 12 amos de participação na ISAF, Livro do 8ºContingente Nacional, 2014; http://www.operacional.pt/portugal-no-afeganistao; 7º Contingente Nacional, Afeganistão 2013-2014; Arquivos da Brigada Mecanizada | - Ficheiro:Duplo-Cracha-OMLT-ISAF.png |

| Designação          | 1ºBIMec/KTM/KFOR 2014 | - Ficheiro:Duplo-Cracha-1BIMec-KFOR.png |
| Período             | Mar2014-Out2014 | - Ficheiro:Duplo-Cracha-1BIMec-KFOR.png |
| Comandante          | TCor Inf Pedro Teixeira | - Ficheiro:Duplo-Cracha-1BIMec-KFOR.png |
| Unidade             | 1ºBIMec / BrigMec | - Ficheiro:Duplo-Cracha-1BIMec-KFOR.png |
| Teatro de operações | Kosovo | - Ficheiro:Duplo-Cracha-1BIMec-KFOR.png |
| Operação            | Joint Guardian – KFOR/NATO | - Ficheiro:Duplo-Cracha-1BIMec-KFOR.png |
| Efetivo             | 181 | - Ficheiro:Duplo-Cracha-1BIMec-KFOR.png |
| Missão              | Integrar a Reserva Tática da KFOR (KFOR TACRES), a fim de contribuir para a estabilidade regional na Joint Operation Area no âmbito do mandato do North Atlantic Council | - Ficheiro:Duplo-Cracha-1BIMec-KFOR.png |
| Fontes              | Arquivos da BrigMec Da fundação do BIMec ao 1º BIMec: o futuro de nós dirá, setembro de 2014.                                                                            | - Ficheiro:Duplo-Cracha-1BIMec-KFOR.png |

| Designação          | 2ºBIMec/KTM/KFOR 2016 | - Ficheiro:Cracha-2BIMec-KFOR.png |
| Período             | Out2015-Abr2016 | - Ficheiro:Cracha-2BIMec-KFOR.png |
| Comandante          | TCor Inf Carlos Macieira | - Ficheiro:Cracha-2BIMec-KFOR.png |
| Unidade             | 2ºBIMec / BrigMec | - Ficheiro:Cracha-2BIMec-KFOR.png |
| Teatro de operações | Kosovo | - Ficheiro:Cracha-2BIMec-KFOR.png |
| Operação            | Joint Guardian – KFOR/NATO | - Ficheiro:Cracha-2BIMec-KFOR.png |
| Efetivo             | 181 | - Ficheiro:Cracha-2BIMec-KFOR.png |
| Missão              | O KTM/TACRES/KFOR conduz operações de Outubro de 2015 a Abril de 2016 em todo o território do Kosovo para contribuir para um ambiente seguro e estável; À ordem reforça a EUFOR na Bósnia e Herzegovina | - Ficheiro:Cracha-2BIMec-KFOR.png |
| Fontes              | EMGFA | - Ficheiro:Cracha-2BIMec-KFOR.png |

| Designação          | 4º CN/OIR 2016/2017 | - Ficheiro:Duplo-Cracha-OIR.png |
| Período             | Nov2016-Mai2017 | - Ficheiro:Duplo-Cracha-OIR.png |
| Comandante          | Major Inf Samuel Jesus | - Ficheiro:Duplo-Cracha-OIR.png |
| Unidade             | BIMec | - Ficheiro:Duplo-Cracha-OIR.png |
| Teatro de operações | Iraque (Besmayah) | - Ficheiro:Duplo-Cracha-OIR.png |
| Operação            | NATO/Operation Inherent Resolve | - Ficheiro:Duplo-Cracha-OIR.png |
| Efetivo             | 30 | - Ficheiro:Duplo-Cracha-OIR.png |
| Missão              | integrar a TF BESMAYA, garantir o treino e formação às Forças de Segurança Iraquianas (FSI), gerir e controlar o pessoal e materiais do Contingente Nacional (CN) e dentro das suas possibilidades apoiar os outros militares nacionais em missão no Teatro de Operações (TO) do Iraque, contribuindo para o cumprimento da Fase 2 do plano de Campanha da Operation Inherent Resolve (OIR). | - Ficheiro:Duplo-Cracha-OIR.png |
| Fontes              | 4ºCN/FND/OIR; Arquivos da BrigMec. http://www.operacional.pt/iraque-brigada -mecanizada-na-formacao-da-guarda-de -fronteira/ | - Ficheiro:Duplo-Cracha-OIR.png |

| Designação          | 6º CN/OIR 2017/2018 | - Ficheiro:Duplo-Cracha-6OIR.png |
| Período             | Nov2017-Mai2018 | - Ficheiro:Duplo-Cracha-6OIR.png |
| Comandante          | Maj Art Sandro Geraldes | - Ficheiro:Duplo-Cracha-6OIR.png |
| Unidade             | Grupo de Artilharia de Campanha | - Ficheiro:Duplo-Cracha-6OIR.png |
| Teatro de operações | Iraque (Besmayah) | - Ficheiro:Duplo-Cracha-6OIR.png |
| Operação            | NATO/Operation Inherent Resolve | - Ficheiro:Duplo-Cracha-6OIR.png |
| Efetivo             | 30 | - Ficheiro:Duplo-Cracha-6OIR.png |
| Missão              | integrar a TF BESMAYA, garantir o treino e formação às Forças de Segurança Iraquianas (FSI), gerir e controlar o pessoal e materiais do Contingente Nacional (CN) e dentro das suas possibilidades apoiar os outros militares nacionais em missão no Teatro de Operações (TO) do Iraque, contribuindo para o cumprimento da Fase 2 do plano de Campanha da Operation Inherent Resolve (OIR). | - Ficheiro:Duplo-Cracha-6OIR.png |
| Fontes              | 6ºCN/FND/OIR; Arquivos da BrigMec. | - Ficheiro:Duplo-Cracha-6OIR.png |